# Jython
Jython（原JPython），是一个用Java语言写的Python解释器。

## 概述
Jython程序可以和Java无缝集成。除了一些标准模块，Jython使用Java的模块。Jython几乎拥有标准的Python中不依赖于C语言的全部模块。比如，Jython的用户界面将使用Swing，AWT或者SWT。Jython可以被动态或静态地编译成Java字节码。
Jython还包括jythonc，一个将Python代码转换成Java代码的编译器。这意味着Python程序员能够将自己用Python代码写的类库用在Java程序里。

## 许可协议
Jython同时使用以下三种协议授权：
1. Python软件基金会许可证（v2）
2. Jython 2.0, 2.1授權條款
3. JPython 1.1.x軟體授權條款

前两个是自由软件协议。第三个还不清楚，因为还没有被自由软件基金会接受。

## 历史
Jim Hugunin于1997年创造了Jython，并将它发展到1999年。1999年2月，Barry Warsaw接管了他的工作。2000年十月，Jython项目被移动到SourceForge。很长一段时间内主要由Samuele Pedroni负责维护和开发Jython。2004年底，Pedroni将精力集中在PyPy，但他仍然被认为是Jython内部管理层的一员。2005年1月，Brian Zimmer因开发Jython而得到Python软件基金会的资助。2005年12月，Frank Wierzbicki作为主要开发者接替了Zimmer的工作。2005年，Jython的发展因为缺少优秀的开发者而放缓
2008年3月3日，太阳计算机公司就像之前雇佣2名JRuby开发者那样请来Ted Leung和Frank Wierzbicki为Jython和Python工作。    开发进度稳步增长。    Jython现在甚至可以运行Django（类似于Ruby on Rails的框架）.

## 现状和未来
当前的Jython版本是2017年7月1日发布的Jython 2.7.1

## Jython的优点
- 与相似的Java程序相比，Jython极大减少了程序代码量。
- Jython同时拥有解释器和编译器，使其无需编译就可以测试程序代码。

## 参閱
- IronPython，Python的.NET平台解释器。
- Python
- PyPy